# لیر (اسطوره‌شناسی)

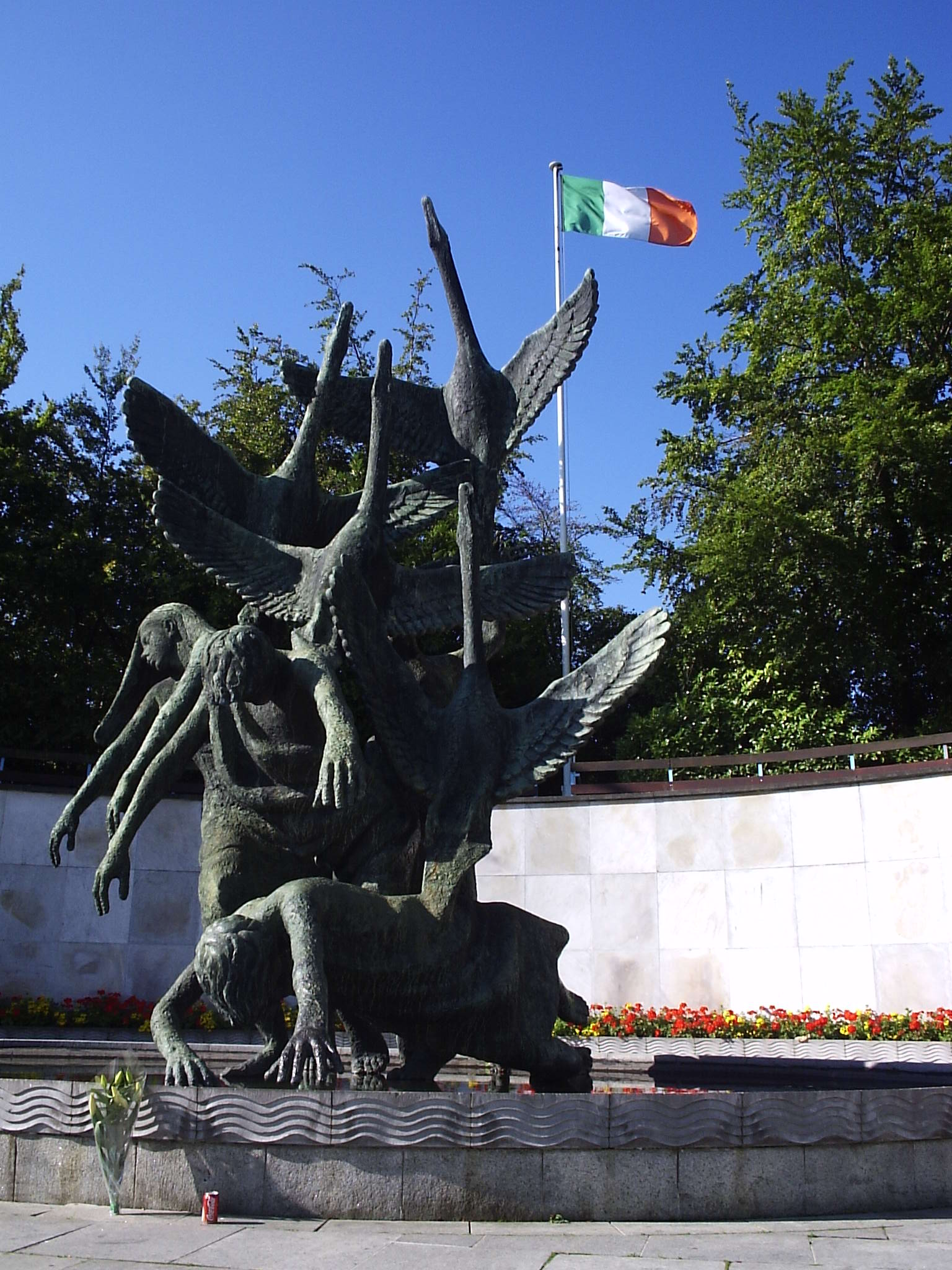
کودکان لیر، مجسمه ای در پارک خاطرات، دوبلین

لیر یا لِر (به انگلیسی: ler، lir) به معنای دریا، نام خدای دریا در اساطیر ایرلندی است. نام این خدا، نشان می‌دهد که او، به جای اینکه یک ایزد جداگانه باشد، نوعی تجسم و شخصیت بخشی به دریا می‌باشد. از این ایزد در نسب نامه‌های اولیه، با عنوان آللود Allód یاد شده و ماهیت آن با للیر Llŷr که از اساطیر ولز می‌باشد، در ارتباط است. از سوی دیگر این ایزد، ربط و اتصال بیشتری با مفهوم لیر Leir در انگلستان دارد، و حتی ممکن است عنوان یکی از معروف‌ترین آثار ویلیام شکسپیر، یعنی شاه لیر، از نام همین ایزد گرفته شده باشد، هرچند که چنین ارتباطی کاملاً واضح نیست.
لیر همانند همتای ولزی خود عمدتاً به شکلی جدگونه و به سان یک پدربزرگ معرفی می‌گردد و بهتر است او را با عنوان پدر خدای دیگری به نام مناننان مک لیر Manannán mac Lir، بشناسیم. به نظر می‌رسد که لیر در ادبیات قرون وسطی غالباً واجد ملیتی ایرلندی شناخته شده‌است.
لیر همچنین در پیشینهٔ خود، دارای برخی جنبه‌های برجسته و قابل توجه نیز بوده‌است؛ به عنوان نمونه معروف‌ترین لقب پادشاهی که در داستان فرزندان لیر، از او سخن گفته می‌شود، همین لیر می‌باشد. داستانی که گاه به نام همو، «لیر» نیز نامیده شده‌است.

## در منابع گالیک
در منابع گالی یا گالیک (زبان گالی یا زبان گالیک، که همان زبان سلتی اسکاتلندی/ایرلندی است)، می‌توان مطالب بیشتری در مورد لیر پیدا کرد.
لیر، همانند همتای ولزی خود، خدای دریا است. هر چند که به نظر می‌رسد که در اسطوره‌های گالیک، پسر او یعنی مَناننان مَک لیر، نسبت به او از موقعیت بارزتر و ویژگی‌های برجسته تری برخوردار است. اساساً این احتمال وجود دارد که بیشتر اسطورههایی که تا عصر کنونی باقی مانده‌اند و به لیر یا لِر یا للر اشاره می‌کنند، سابق بر این و در گذشته‌های دور دارای عظمت و محبوبیت بیشتری بوده‌اند، امّا آنان این عظمت و محبوبیت خویش را در حال حاضر از دست داده‌اند. این مطلب وقتی روشنتر می‌شود که به خصوص به تعدادی از چهره‌های معروف اساطیری که با اسامی ای همچون پسر لیر یا پسر لر شناخته می‌شوند، توجه نمائیم.
لیر همچنین یکی از شخصیت‌های اصلی و کلیدی در داستان معروف اساطیری موسوم به فرزندان لیر می‌باشد، اما به قطعیت روشن نیست که آیا این شخص که در داستان مذکور به عنوان پدر بچه‌ها معرفی می‌شود همان پدر مَناننان لیر است یا اینکه متفاوت از او می‌باشد؟
لیر در این داستان، رقیب بادب دیرگ Bodb Dearg برای احراز مقام سلطنت بر مردم تواتا دی دانان Tuatha Dé Danann (اعضای یک نژاد و جمعیت در اساطیر ایرلند) می‌باشد که پس از عقب نشینی این قوم به تپههای جن این رقابت بالا می‌گیرد. به منظور دلجویی از لیر، بادب یکی از دختران خویش را به ازدواج وی در می‌آورد. دختری که آئِب Aeb نام دارد. آئب برای لیر ۴ فرزند به دنیا می‌آورد، یک دختر به نام فیونوالا Fionnuala، و سه پسر، که دوتا از آن‌ها دوقلو هستند: آئد Aed و همقلوی او فیاچرا Fiachra و یک پسر دیگر به نام کُن Conn
امّا بعد از مدتی آئب می‌میرد و چون کودکان او، مایل به بدون مادر ماندن نیستند، بادب یکی دیگر از دختران خویش یعنی آئویفه Aoife را برای لیر می‌فرستد و لیر با آئویفه ازدواج می‌کند. آئویفه، اندکی بعد حسادت کودکان را برمی انگیزد و با لعن نمودن آنها، آنان را به صورت قوهایی در می‌آورد که برای ۹۰۰ سال زندگی می‌کنند.